# Lüderitz (Tangerhütte)
Lüderitz ist eine Ortschaft der Einheitsgemeinde Stadt Tangerhütte im Süden des Landkreises Stendal in Sachsen-Anhalt.

## Geographie

### Lage
Lüderitz, ein mehrgliederiges Straßendorf mit Gut mit Kirche, bildet heute mit Groß Schwarzlosen ein Doppeldorf. Es liegt 9 Kilometer nordwestlich von Tangerhütte und 13 Kilometer südwestlich von Stendal im Südosten der Altmark am oberen Abschnitt des Flüsschens Lüderitzer Tanger. Östlich und südlich des Dorfes beginnt das Landschaftsschutzgebiet „Uchte-Tangerquellen und Waldgebiete nördlich von Uchtspringe“.
Das breite Tangertal zwischen Stendal und der Colbitz-Letzlinger Heide ist eingebettet zwischen dem Tangermünder-Buchholzer Höhenzug im Nordosten (bis 90 Meter über NN) und dem 132 Meter hohen Landsberg im Südwesten. Der Südwestzipfel der Gemarkung Lüderitz grenzt an den Landkreis Börde. Zur Gemarkung von Lüderitz gehört auch der westlich des Dorfes gelegene Schleußer Teich.
Nachbarorte sind Brunkau im Westen, Schleuß und Windberge im Nordwesten, Hüselitz im Osten, Klein Schwarzlosen und Stegelitz im Südosten und Schernebeck im Süden.

### Backenstein
Auf dem nicht öffentlich zugänglichen Gelände des Truppenübungsplatzes Altmark, etwa 6,5 Kilometer südwestlich von Lüderitz und 2 Kilometer südwestlich der Kuppe des Landberges, befindet sich der Backenstein, ein Findling aus rötlichem Småland-Granit, der als Naturdenkmal geschützt ist. Der 3,50 Meter breite, 3,80 Meter lange und etwa 1,80 Meter sichtbar hohe Stein ist mit russischen Aufschriften verunstaltet.
Adalbert Kuhn überlieferte 1843 die Sage „Der Backenstein“. Die Leute nennen ihn so, „weil er in seiner Gestalt Ähnlichkeit mit einem Backenzahn hat. Ein Riese wollte ihn einst, da er mit der Stadt Magdeburg in Kampf lag, dorthin schleudern, was ihm aber misslang. Da hat er ihn im Ärger auf den Landsberg geworfen, wo er noch liegt.“ Bei Hanns H. F. Schmidt heißt die Sage „Der Backenzahn“.

### Ortschaftsgliederung
Zur Ortschaft Lüderitz gehören die Ortsteile Lüderitz, Groß Schwarzlosen und Stegelitz.

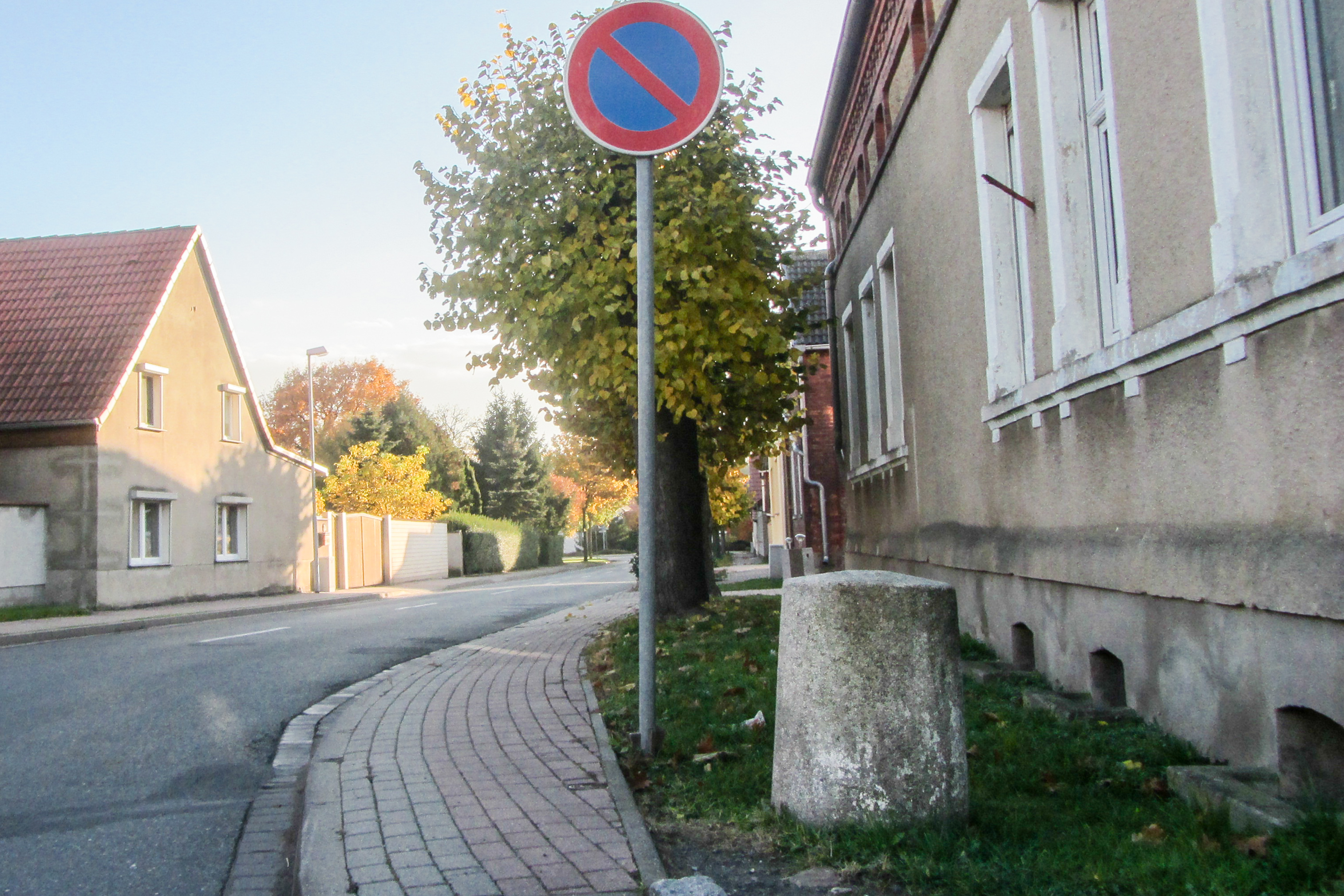
Preußischer Rundsockelstein in Lüderitz

## Geschichte

### Mittelalter bis Neuzeit
Im Jahre 1247 wurde ein Johanne de Luderiz als Zeuge in einer in Arneburg ausgestellten Urkunde genannt. 1340 verpflichtete sich das Kloster Neuendorf einem Johannes, perrer to Luderiz eine Leibrente zu zahlen. Im Landbuch der Mark Brandenburg von 1375 wird das Dorf Luderitz mit einer Mühle aufgeführt. Im Jahre 1687 hieß das Dorf dann schon Lüderitz. 1804 gab es im Dorf und Gut Lüderitz einen Chirurgus, Rademacher, Schmiede, Windmühle, Wassermühle, Krug, Hospital und eine Freischule.
1822 war ein großer Dorfbrand. Beim Dorfbrand 1838 ist großer Teil des Dorfes mit Pfarre und Schule abgebrannt.
Die Chaussee von Stendal über Lüderitz nach Magdeburg (die heutige Bundesstraße 189) wurde 1843 gebaut und war für die Entwicklung der Gemeinde sehr wichtig.

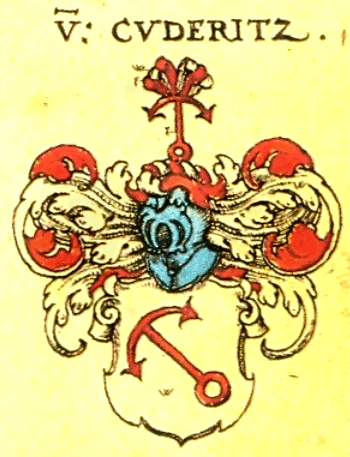
Wappen der Familie von Lüderitz in Siebmachers Wappenbuch 1605

### Rittergut der Familie von Lüderitz
Beginnend mit dem genannten Johanne de Luderiz entwickelte sich im Ort ein Gut. Lüderitz wurde so als Stammsitz derer von Lüderitz geführt. Namhaftester Vertreter war in der jüngeren Historie der spätere Generalleutnant Otto von Lüderitz. Er vererbte das Rittergut an seinen Sohn aus erster Ehe mit Albertine Karbe-Sieversdorf, an Fritz von und zu Lüderitz, der später wie seine Tochter unbeanstandet vom Kgl. preuß. Herolds-Amt diesen Namen führte und mit der bürgerlichen Marie Lucanus verheiratet war. Zuletzt waren wiederum u. a. ihr Sohn, der kgl. preuß. Hauptmann Ludolf von Lüderitz (1888–1914) Gutsherr. Ihm folgte im Besitz dann dessen ältere Schwester Albertine Marie Luise von und zu Lüderitz, die das Rittergut Lüderitz mit ihren Ehemann Hermann Malte Karl Ernst von Engelbrechten-Ilow (1878–1940), vormals zeitweise Landrat in der Uckermark und in Pommern, betreute, aber alleinige Besitzerin blieb. Frau von Engelbrechten, geb. von Lüderitz, hatte von einem jüngeren Bruder Hans Gerd von Lüderitz schon 1912 nach dessen frühem Tod den kleinen Gutsbezirk Ottersburg mitgeerbt. 1922 beinhaltete Gut Lüderitz 876 ha. Die Gutsbesitzerin Albertine von Engelbrechten-Ilow starb 1972 in Süddeutschland.

### Bodenreform
Bei der Bodenreform wurden 1945 ermittelt: 52 Besitzungen unter 100 Hektar hatten zusammen 697 Hektar, eine Kirchenbesitzung 26 Hektar, eine Gemeindebesitzung 1 Hektar, eine Besitzung, hier das Rittergut des Erben Malte Friedrich Hermann von Engelbrechten-Ilow (* 1911) mit 1641 Hektar, nach anderer Angabe 1536 Hektar, hatte die Rote Armee besetzt und bewirtschaftet. Enteignet wurden 1650 Hektar, davon erhielten Land: 27 Landarbeiter und landlose Bauern, 6 landarme Bauern, 64 Kleinpächter, 20 Umsiedler, 20 Arbeiter und Angestellte. 15 Hektar Land erhielt die Gemeinde, 926 Hektar die Provinzialverwaltung, das Mühlengrundstück ging an den Ortsausschuss der VdgB. Im Jahre 1952 entstand die erste Landwirtschaftliche Produktionsgenossenschaft, die LPG Typ I „Vorwärts“, die 1953 zum Typ III überging.

### Wüstungen

#### Wüstung bei Lüderitz
600 Meter westlich vom Dorf, nördlich des Weges nach Brunkau lag „der wüste Kamp“. Wilhelm Zahn nahm an, dass hier ein Einzelhof gelegen hätte.

#### Klein Lüderitz oder Landsberg

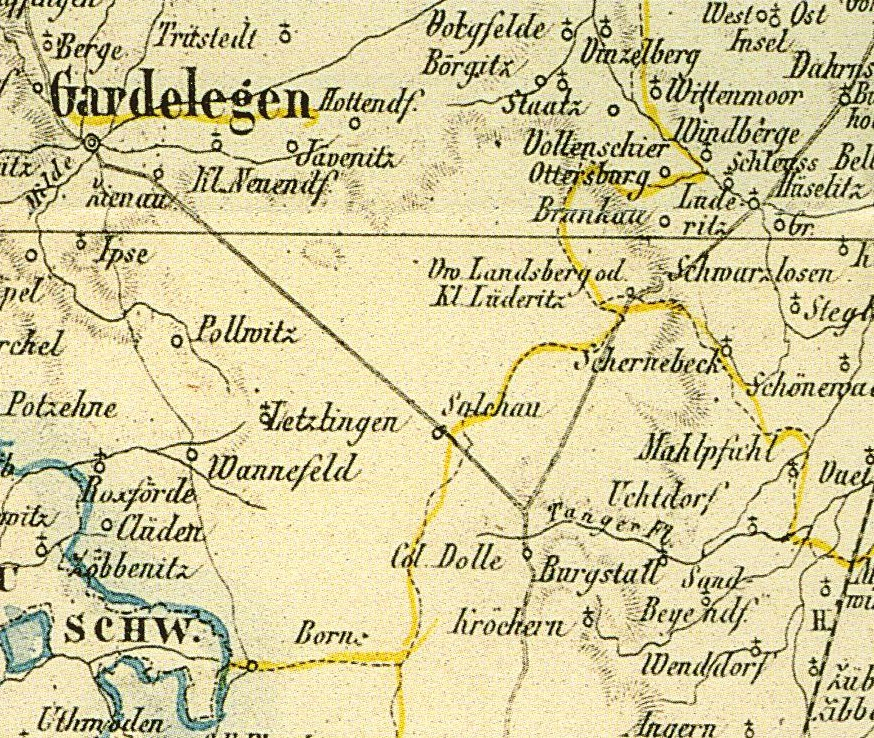
Klein Lüderitz auf einer Landkarte von 1850

Manche Autoren meinen, Lüderitz selbst sei ursprünglich von Wenden besiedelt gewesen, Wilhelm Zahn meinte jedoch, die Wenden hätten in Klein Lüderitz gewohnt. Das ehemalige Vorwerk Klein Lüderitz, auch Neu Lüderitz oder Landsberg genannt, lag südlich vom 133 Meter hohen Landsberg an der Kreuzung des Weges nach Salchau und der Straße nach Dolle. Es wurde 1790 als Landsberg und 1804 als Landsberg – Klein Lüderitz bezeichnet. Später war es ein Wohnplatz vom Gut Lüderitz mit einem Forsthaus. Zuletzt genannt wurde es 1957 als Landsberg.

#### Hospital bei Lüderitz
1540 wurde im Visitationabschied über ein Hospital vor dem Dorf Lüderitz berichtet, welches Einnahmen vom Rat zu Stendal erhielt. Bekmann schrieb 1753, dass die von Lüderitz zu Lüderitz das Patronat über das Hospital für arme Leute innehatten, das früher gute Einnahmen hatte. 1804 existierte es noch. Schon 1909 konnte die Lage des Gebäudes nicht mehr ermittelt werden.

#### Gense
Die bereits im Jahre 1438 erwähnte Wüstung Gense liegt 2,5 Kilometer nördlich des Dorfes Lüderitz, 1,5 Kilometer nordöstlich von Windberge zwischen Schleuß und Buchholz bei einem Teich.

### Herkunft des Ortsnamens
Heinrich Sültmann meint, der Name 1340 luderiz, 1341 lvderitze, 1375 luderitz, 1438 luderitze, setzt sich aus den beiden slawischen Worten luöda, lude für „Schiff“ und reka, rece für „Fluß“ zusammen. Der Tangerbach mag früher für Kähne fahrbar gewesen sein.

### Archäologie
Beim Bau der Kleinbahn Tangermünde–Lüderitz im Sommer 1903 wurden nordöstlich von Lüderitz nur 35 Zentimeter unter der Erde zwei Gefäße umgeben von einer Steinsetzung gefunden. 1947 waren bei Lüderitz eine Steinaxt und das Nackenteil eines Feuersteinbeiles aus der jüngeren Steinzeit gefunden und an das Museum Tangermünde übergeben worden. Aus der Sammlung der Schule in Lüderitz gingen an das Altmärkische Museum im gleichen Jahr bronzezeitliche Funde, darunter ein Lappenbeil.
Im Sommer 2020 wurden an der künftigen Autobahntrasse 14 bei Lüderitz von Archäologen auf einem 4600 Quadratmeter großen Ausgrabungsfeld 3000 Stücke aus der Bronze-, Eisen- und römischen Kaiserzeit geborgen. Sie belegten, dass es auf dem Erdhügel im morastigen Umfeld eine bedeutende, lange bewohnte Siedlung gegeben hat. Gefunden wurden Gefäße für die Milchverarbeitung, Tassen, eine eisenzeitliche Fibel und ein eisenzeitlicher Ofen.
In der Nähe der Straße „MAS-Hof“ beim ehemaligen Gut wird eine geschleifte Wasserburg vermutet. Südwestlich vom Ort befindet sich ein bronzezeitlicher Grabhügel, der 1963 untersucht wurde. Östlich davon befindet sich eine mittelalterliche Landwehr.

### Eingemeindungen
Ursprünglich gehörten Gut und Dorf Lüderitz zum Tangermündeschen Kreis der Mark Brandenburg in der Altmark. Von 1807 bis 1813 lagen beide im Kanton Lüderitz auf dem Territorium des napoleonischen Königreichs Westphalen. Nach weiteren Änderungen gehörten Gut und Gemeinde zum Kreis Stendal, dem späteren Landkreis Stendal. Am 30. September 1928 wurde der Gutsbezirk Lüderitz (mit dem Wohnplatz Landsberg oder Klein Lüderitz) mit der Landgemeinde Lüderitz vereinigt.
Am 20. Juli 1950 wurde die bis dahin eigenständige Gemeinde Brunkau nach Lüderitz eingemeindet.
Ab dem 25. Juli 1952 gehörte die Gemeinde Lüderitz zum Kreis Tangerhütte. Am 14. September 1963 wurde der Ortsteil Brunkau aus Lüderitz aus- und in die Gemeinde Ottersburg eingegliedert. Am 1. April 1974 oder erst im Jahre 1976 wurde die Gemeinde Stegelitz in die Gemeinde Lüderitz eingemeindet. Die Gemeinde Lüderitz kam dann am 1. Januar 1988 zum Kreis Stendal und schließlich am 1. Juli 1994 zum heutigen Landkreis Stendal.
In einem Gebietsänderungsvertrag zwischen der Stadt Tangerhütte und allen Mitgliedsgemeinden der Verwaltungsgemeinschaft Tangerhütte-Land wurde deren Eingemeindung nach Tangerhütte geregelt. Dem Vertrag stimmte der Gemeinderat Lüderitz am 20. Mai 2010 zu. Er wurde vom Landkreis als unterer Kommunalaufsichtsbehörde genehmigt und die Eingemeindung trat am 31. Mai 2010 in Kraft. So wurde aus der Gemeinde Lüderitz die Ortschaft Lüderitz mit den bisherigen Ortsteilen und dem Ortsteil Lüderitz der „Einheitsgemeinde Stadt Tangerhütte“.

### Einwohnerentwicklung

#### Dorf und Gut
| Jahr          | 1734 | 1772 | 1790 | 1798 | 1801 | 1818 | 1840 | 1864 | 1871 | 1885 | 1892 | 1895 | 1900 | 1905 |
| Dorf Lüderitz | 260  | 137  | 417  | 293  | 341  | 532  | 648  | 754  | 649  | 630  | 4677 | 590  | 689  | 569  |
| Wassermühle   |      |      |      |      |      |      |      |      |      |      |      | 08   |      | 07   |
| Gut Lüderitz  |      |      |      | 078  |      |      |      |      | 057  | 062  |      | 052  |      | 119  |
| Schernebeck   |      |      |      |      |      |      |      |      |      | 013  |      | 014  |      |      |

#### Gemeinde
| Jahr | Einwohner |
| ---- | --------- |
| 1910 | [00]0642  |
| 1925 | 0617      |
| 1939 | 0621      |
| 1946 | 1041      |
| 1964 | 0703      |
| 1971 | 0609      |
| 1981 | 1291      |
| 1985 | [00]1227  |
| 1990 | [00]1206  |

| Jahr | Einwohner |
| ---- | --------- |
| 1993 | 1225      |
| 1995 | [00]1165  |
| 2000 | [00]1197  |
| 2002 | [00]1194  |
| 2004 | [00]1143  |
| 2006 | [00]1127  |
| 2008 | [00]1119  |
| 2009 | [00]1093  |

Quelle, wenn nicht angegeben, bis 1993:

#### Ortsteil
| Jahr | Einwohner |
| ---- | --------- |
| 2013 | [00]385   |
| 2014 | [00]389   |
| 2018 | [00]367   |
| 2019 | [00]360   |
| 2020 | [00]357   |
| 2021 | [00]345   |
| 2022 | [0]348    |
| 2023 | [0]343    |

## Religion

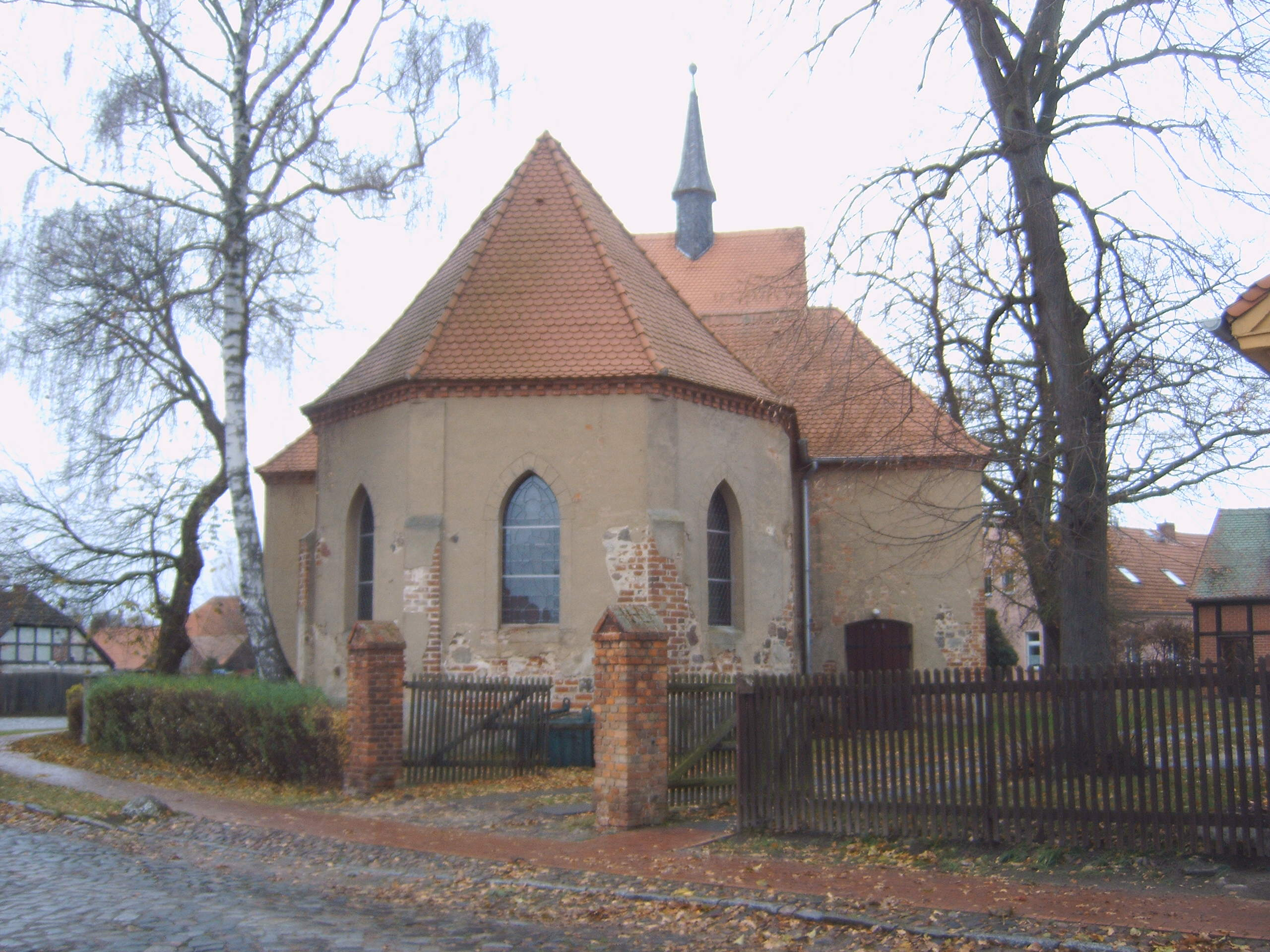
Dorfkirche Lüderitz

Im damals zum Balsamgau im Bistum Halberstadt gehörenden Lüderitz wurde 1541 durch Joachim II., Markgraf von Brandenburg, die Reformation eingeführt, wodurch die Bevölkerung und die Kirche von Lüderitz evangelisch-lutherisch wurden.

### Evangelische Kirchengemeinde
Die evangelische Kirchengemeinde Lüderitz mit der Dorfkirche Lüderitz, die früher zur Pfarrei Lüderitz gehörte, wird heute betreut vom Pfarrbereich Lüderitz im Kirchenkreis Stendal im Bischofssprengel Magdeburg der Evangelischen Kirche in Mitteldeutschland.
Die ältesten überlieferten Kirchenbücher für Lüderitz stammen aus dem Jahre 1775.

### Katholische Kirchengemeinde
1869 ließ sich Heinrich Appelhans, ein aus Westfalen stammender Katholik, in Lüderitz nieder, wo er eine Brauerei und ein Ladengeschäft eröffnete. Er erreichte bei der Pfarrei Stendal, dass in Lüderitz ab 1912 katholischer Gottesdienst gehalten wurde.
Nachdem sich infolge der Flucht und Vertreibung Deutscher aus Mittel- und Osteuropa 1945–1950 in Lüderitz die Zahl der Katholiken weiter vergrößert hatte, bildete sich ab 1945 in Lüderitz eine katholische Kirchengemeinde. 1951 erfolgte im Gebäudekomplex der Brauerei, Straße der Freundschaft 25, die Einrichtung einer katholischen Kapelle, die das Patrozinium St. Peter und Paul trug. 1953 folgte die Errichtung der zur Pfarrei Stendal gehörenden Kuratie Lüderitz, und Lüderitz bekam mit dem Neupriester Waldemar Karl erstmals einen eigenen katholischen Geistlichen. Sein Nachfolger war ab 1957 Johannes Grams, dem 1965 Wolfgang Paul folgte. Nachdem Helmut Trezinski, ab 1970 der vierte und letzte Kuratus von Lüderitz, 1973 versetzt wurde, konnte Lüderitz aufgrund des Priestermangels nicht mehr mit einem Priester besetzt werden, sondern bekam einen Diakonatshelfer. Am 1. Januar 1982 wurde die Kapelle wieder aufgegeben.
Die katholischen Christen gehören heute zur Pfarrei St. Anna in Stendal im Dekanat Stendal im Bistum Magdeburg.

## Politik

### Ortsbürgermeisterin
Edith Braun ist Ortsbürgermeisterin der Ortschaft Lüderitz. Letzte Bürgermeisterin der Gemeinde war Ramona Hoffmann, die anschließend auch Ortsbürgermeisterin war.

### Ortschaftsrat
Bei der Ortschaftsratswahl am 9. Juni 2024 stellte sich die „Wählergemeinschaft Lüderitz“ zur Wahl. Sie gewann alle 7 Sitze.
Gewählt wurden zwei Frauen und 5 Männer. Von 822 Wahlberechtigten hatten 575 ihre Stimme abgegeben, die Wahlbeteiligung betrug damit 69,95 Prozent.

### Städtepartnerschaft
Seit 2018 besteht eine Partnerschaft des Ortsteils Lüderitz der Stadt Tangerhütte zu der gleichnamigen Stadt Lüderitz in Namibia. Im Mai 2019 waren die Musiker der Gruppe „African Vocals“ aus Namibia zu Gast.

### Wappen
Das Wappen wurde am 20. Mai 2010 durch den Landkreis genehmigt.
Blasonierung: „Gespalten und halb geteilt; vorn am Spalt in Silber ein halber roter Adler, golden bewehrt und gezungt, hinten oben in Silber ein roter Anker mit Ring, hinten unten in Rot ein silberner Wellenbalken.“
Lüderitz liegt in der Altmark. Sie ist neben der Mittelmark und der Neumark eines der Stammlande der Mark Brandenburg. Deshalb greifen die Farben des Wappens die Farben Rot-Silber der Mark Brandenburg auf. Nicht nur mit der Tingierung wollte die ehemalige Gemeinde ihre Verbundenheit mit der Altmark ausdrücken, sondern auch mit der Aufnahme des märkischen Adlers am Spalt. Außerdem soll der Flügel des Adlers auf die Familie derer von Borstell anspielen, die in dieser Gegend ansässig waren (speziell in Groß Schwarzlosen) und in ihrem Wappen Adlerflügel führten. So soll der Flügel des Adlers stellvertretend für den Ortsteil Groß Schwarzlosen stehen.
Der Anker ist dem Familienwappen derer von Lüderitz entnommen und steht stellvertretend für den namengebenden Ortsteil der Gemeinde; zugleich hat er einen etymologischen Bezug zum Ortsnamen „Lüderitz“. Dieser ist slawischen Ursprungs – der Ort war ursprünglich von den westslawischen Wenden besiedelt – und eine Zusammensetzung aus den Wörtern lude = „Schiff“ und rece = „Fluss“, was darauf schließen lässt, dass der Tangerbach, an dem der Ort liegt, früher wohl schiffbar gewesen sein muss.
Der Wellenbalken soll für den Ortsteil Stegelitz stehen und auf den Tanger verweisen, der auch für die anderen beiden Ortsteile von Bedeutung ist und diese tangiert. Auch steht er für die naturnahe Umgebung der Tangerniederung.
Das Wappen wurde vom Hundisburger Thomas Rystau gestaltet.

## Kultur und Sehenswürdigkeiten

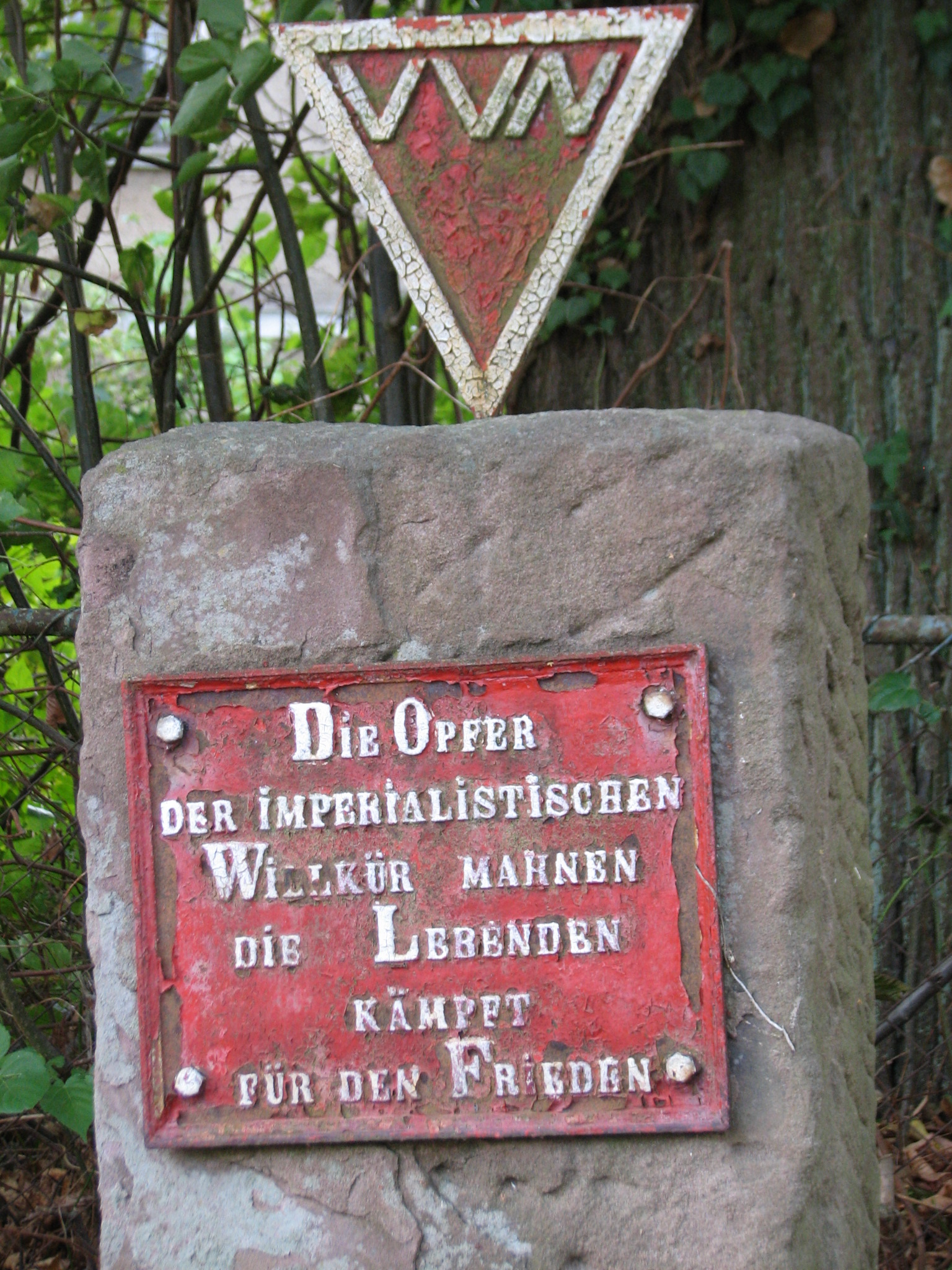
VVN-Gedenkstein mit Spruchplatte aus den 1950er-Jahren, Foto vom Oktober 2018

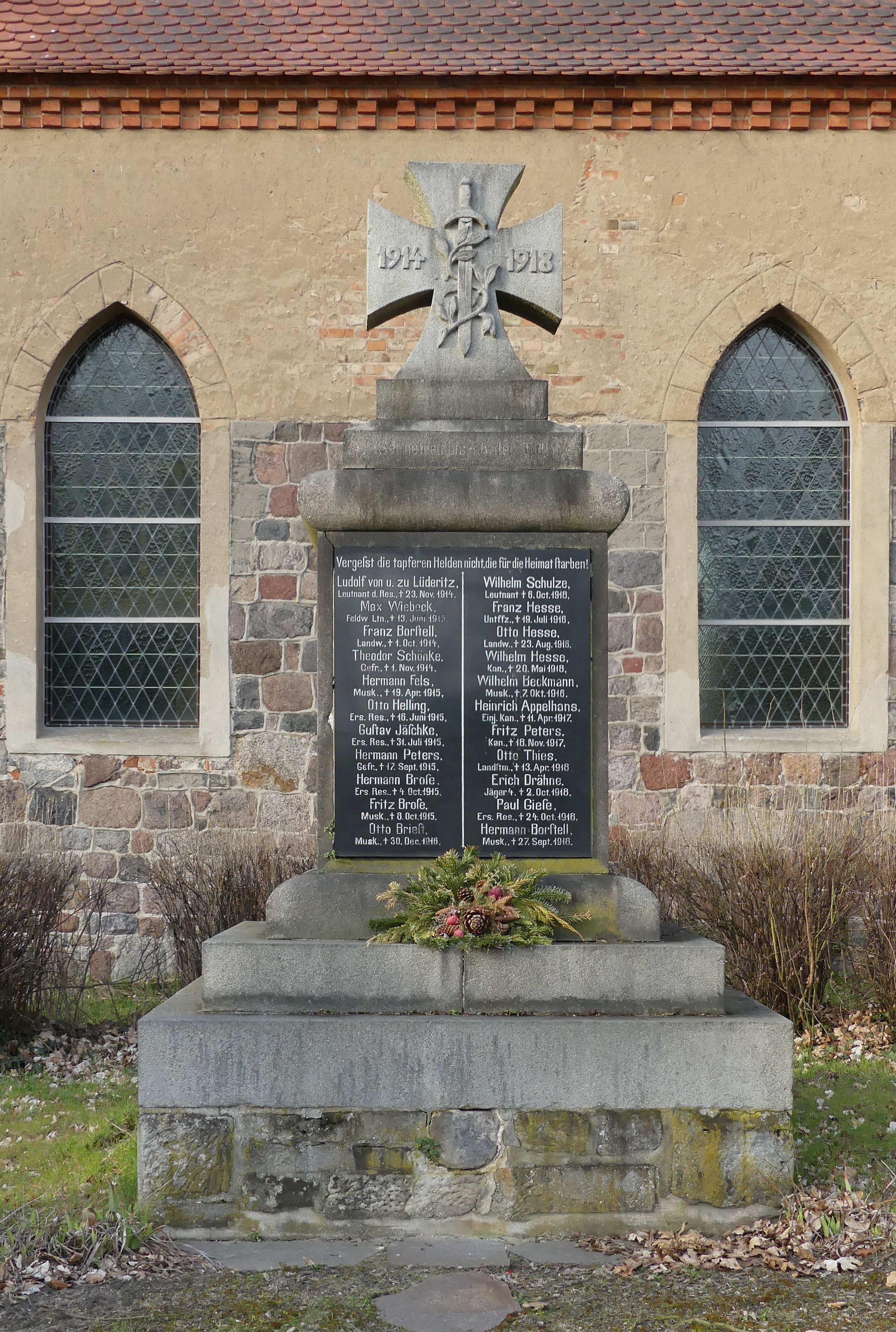
Gefallenendenkmal in Lüderitz

- Die evangelische Dorfkirche Lüderitz wurde bereits um 1200 errichtet. Aus dieser Zeit ist heute noch der Turm erhalten.[55]
- Freibad in Lüderitz mit Campingplatz und Parkanlage
- Gegenüber der Kirche steht ein Gedenkstein für die Opfer imperialistischer Willkür.
- An der Kirche steht ein Denkmal für die Gefallenen des Ersten und Zweiten Weltkrieges, eine abgestufte Stele gekrönt von einem eisernen Kreuz mit Schwertmotiv.[56]

## Wirtschaft und Infrastruktur

### Unternehmen
Neben der in Lüderitz ansässigen Agrargenossenschaft haben sich insbesondere im Gewerbegebiet an der B 189 mehrere Firmen angesiedelt.
Im Rahmen der Dorferneuerung wurde in den letzten Jahren ein neues Feuerwehrhaus gebaut und das Dorfgemeinschaftshaus mit Gaststätte, Kegelbahn und einem Versammlungsraum grundlegend saniert.

### Bildung
Groß Schwarzlosen ist Schulstandort auch für die umliegenden Dörfer.

### Vereine
Die Freiwilligen Feuerwehren in Stegelitz und Lüderitz/Groß Schwarzlosen sowie Sportverein, Männergesangsverein, der Rassegeflügelverein, Anglerverein, Fanfarenzug, die Jagdhornbläser und der Landfrauenverein prägen das Dorfleben, sie sind Träger der Dorffeste sowie der traditionellen Oster- und Herbstfeuer.

### Verkehr
- Lüderitz besitzt seit Dezember 2023 eine Autobahnanschlussstelle der A 14. Die Autobahn ist nur in südliche Richtung (Magdeburg) bis Wolmirstedt fertiggestellt.
- In Lüderitz kreuzt die Bundesstraße 189 die Landstraße von Tangermünde nach Vinzelberg an der Bundesstraße 188.
- Die nächsten Bahnhöfe befinden sich in Demker, Tangerhütte, Stendal und Vinzelberg.
- Es verkehren Linienbusse und Rufbusse von stendalbus.[57]
- Von 1903 bis 1920 bestand ein Bahnanschluss durch die Kleinbahn Tangermünde–Lüderitz.
- Die Straßen, Gehwege und Grünanlagen wurden erneuert, das Reitwegenetz um den Ort wurde weiter ausgebaut.

## Persönlichkeiten
- Hermann von Lüderitz (1814–1889), Generalleutnant und von 1877 bis 1889 Mitglied des Reichstags war auch Miteigentümer des Gutes Lüderitz.
- Martin Schiele (1870–1939), Politiker (Deutschkonservative Partei, DNVP, CNBL), wurde in Groß Schwarzlosen geboren